# 광란루역
광란루역(중국어: 广兰路站)은 상하이 푸둥 신구 장장 하이테크 단지에 위치한 상하이 지하철 2호선의 지하철역이다. 쭈충즈로와 광란로 교차로 동쪽에 위치하고 있으며, 섬식 승강장 1개와 상대식 승강장 1개를 갖추고 있으며, 4개의 출구가 있다.
2008년 전 상하이 지하철 2호선 동쪽 종착역은 장장가오커역이었다. 2010년 2월 24일, 이 노선이 장강가오커역에서 진커루역을 거쳐 본 역까지 연장됨에 따라 본 역이 정식으로 개통되었다. 두 달 후, 해당 노선이 푸둥국제공항역까지 이어졌다. 향후 21호선이 본역을 거쳐 2호선과 21호선의 환승역이 된다.

## 역 구조
상하이 푸둥신구에 위치한 이 역은 쭈충즈로(祖冲之路)를 따라 광란로와 선장로의 교차로에 위치하며 길이는 약 500m이다.

### 층별 구조
| 지면층   | 출구          | -                                  |   |
| 지하 1층 | 대합실        | 1-4번 출구, 고객 센터              |   |
| 지하 2층 | ①번 승강장 ←  | ■2호선 쉬징둥 방면 (진커루)        |   |
| 지하 2층 | 섬식 승강장   |                                    |   |
| 지하 2층 | ②번 승강장 ←  | ■2호선 종착 & 쑹훙루 방면 (진커루) |   |
| 지하 2층 | ③번 승강장    | ■2호선 푸둥 국제공항 방면 (탕젠)   | → |
| 지하 2층 | 상대식 승강장 |                                    |   |

### 대합실
광란루역 대합실은 지하층에 있으며 자동 매표기, 출입 게이트 및 기타 시설을 갖추고 있다. 이 곳은 또한 상하이 교통카드의 구매, 충전, 조회 및 유지보수 서비스를 지원한다.

### 승강장
광란루역은 3면 2선으로 1개는 상대식, 2개는 섬식으로 이루어졌다. 광란루역은 동일 승강장으로 환승할 수 있고, 단거리 열차로 푸둥국제공항으로 갈 수 있다. 나머지 1개 선로를 예비선으로 남겨두고 차후 보조 정거장으로 건설할 예정이다.
2개의 섬식 승강장과 1개의 상대식 승강장에 3개의 선로가 있으며, 그 중 남북 2개 선로는 직통궤도이며, 중간선로는 남북 2개 선로을 회차선과 같은 방식으로 연결한다. 이 역은 대소교로(大小交路) 표준운행방식을 채용하여, 대부분은 2호선 전 구간을 운행하나, 일부 8량 열차가 쉬징둥역에서 이 역까지 운행하고 중간 선로를 사용하여 회차 작업을 완료한다. 4량 열차는 북쪽 선로를 이용하여 역앞에서 회차한다.

### 출구
광란루력은 현재 4개의 출구가 있다.: 1, 2, 4, 5번 출구
- 1번 출구: 쭈충즈로(祖冲之路) 북측, 선장로(申江路) 서측
- 2번 출구: 쭈충즈로(祖冲之路) 남측, 선장로(申江路) 서측
- 4번 출구: 쭈충즈로(祖冲之路) 남측, 광란로(广兰路) 동측
- 5번 출구: 쭈충즈로(祖冲之路) 북측, 광란로(广兰路) 동측

## 운영
본역은 상하이 지하철 2호선이 지나며, 진커루역과 탕젠역 사이에 있다. 이 역에서 서쪽으로 서부종착역인 쉬징둥역까지 1시간, 동쪽으로는 동부종착역인 푸둥국제공항역까지 40분가량 걸린다. 현재 이 역의 평일 열차 간격은 혼잡시간대 약 3분30초, 비혼잡시간대 약 4~12분이다. 여기서 혼잡시간대의 기준은 월~목요일에는 7:30에서 9:00까지 및 17:30에서 19:00까지, 그리고 금요일에는 7:00~9:30, 14:00~19:30까지이다. 이 역의 주말 배차간격은 9:00~20:00에는 4~7분, 그 외 시간에는 4~12분이다.。
광란루역은 승객들이 2호선 동쪽으로 이동하는 중간환승역으로 이용되었으며, 동쪽 푸둥공항 방면으로 4량, 서쪽 쉬징둥 방면으로 8량의 객차를 편성하였다. 2015년 9월 4, 5일 아침 탕전역에서 4량을 8량 편성으로 개조를 마친후 2호선 광란루에서 탕전까지 8량 편성 운영구간에서 승객 태우고 시범 운행했다. 광란루역에 도착한 뒤 일부 8량 열차가 상대식 승강장에서 정차하여 승객을 태우고 동쪽으로 탕전역까지 운행하다가 촹신중로 회차선을 통해 되돌아갔다. 2016년 4월 25일부터 평일 아침 시간(7:30~9:00)에 탕전행 '4, 8량 편성 열차 혼합주행'이 정식으로 실시되었고, 8월 12일부터는 저녁 시간(17:30~19:00)까지 확대되었다. 이 기간 동안 광란루 상대식 승강장이 활성화되었다.
2019년 4월 19일부터 2호선을 8량 편성이 푸둥공항까지 운행되는 한편, 평일 아침의 광란루~푸둥공항간 4량 편성 열차 운행을 유지하고, 광란로~위안둥 대로 간 심야편도 연장운행차량도 취소되었다.
2019년 10월 23일부터 평일 아침 광란루-푸동국제공항간 열차 4량 운행을 취소하고, 2호선 전 구간 8량 편성을 운행한다.

## 연결 교통
609, 615, 636, 990, 다차오6선, 둥촨 전용선, 장장 순환선, 장장1로, 장장 노면전차 1로

## 주해
1. ↑  另有来源说是7:00~9:30[12]
2. ↑  另有来源说是17:00~19:30[12]